# Золотовицкая, Ирма Львовна
Ирма Львовна Золотовицкая (урождённая Фрумина; 7 мая 1932, Харьков, Украинская ССР, СССР — 10 июля 2024, Бат-Ям, Израиль) — советский и израильский музыковед

, музыкальный критик, музыкальный педагог. Профессор.

## Биографические сведения
Родилась 7 мая 1932 года в Харькове Украинской ССР в семье профессора медицины. В 1955 году окончила Харьковскую консерваторию по классу М. Д. Тица. В 1955—1961 годах была редактором музыкальных передач Харьковской студии телевидения.
В 1961—1990 годах преподавала на кафедре теории музыки Харьковской консерватории (впоследствии — Института искусств имени И. П. Котляревского). С 1973 года — доцент, с 1980 года — профессор, с 1981 года — декан теоретического и фортепианного факультетов.
В Московской консерватории подготовила и защитила диссертацию «Некоторые особенности тематизма драматических симфоний украинских советских композиторов» (1973), научный руководитель — В. В. Протопопов.
С 1969 года — член Союза композиторов СССР и Союза композиторов УССР, с 1991 года — иностранный член Национального союза композиторов Украины.
С 1991 года — профессор факультета музыковедения Тель-Авивского университета. Член Израильской ассоциации музыковедения.
Скончалась 10 июля 2024 года в Бат-Яме (Израиль).

## Музыковедческие труды

### Книги
- Золотовицька І. Дмитро Клебанов: Творчий портрет композитора. — Київ: Музична Україна, 1980.

### Статьи
- Золотовицька І. Четверта симфонія Б. Лятошинського. Деякі особливості тематизму формотворення // Музична критика і сучасність.- Київ, 1978.
- Золотовицкая И. О некоторых новых тенденциях в современной советской симфонии // Музыкальный современник; [сб. статей]. — М.: Советский композитор, 1987. — Вып. 6. — С. 168—183.
- Золотовицкая И. Симфония как жанр и её литературные прототипы // Ференц Лист и проблемы синтеза искусств: Сб. научных трудов / Сост. Г. И. Ганзбург. Под общей ред. Т. Б. Веркиной. — Харьков: РА — Каравелла, 2002. — C. 227—239. ISBN 966-7012-17-4

## Семья
- Отец — Лев Лазаревич Фрумин (1901—1956), доктор медицинских наук, профессор, директор Харьковского института оториноларингологии, заведующий кафедрой болезней уха, горла и носа Харьковского института усовершенствования врачей.
- Мать — Эвелина Давидовна Бромберг (1904—1977), доктор медицинских наук, профессор, заведующая кафедры гистологии в Харьковском стоматологическом институте.
- Брат — Валерий Львович Фрумин (род. 1938), кандидат технических наук, заведующий кафедры в Украинском заочном политехническом институте, впоследствии руководитель фирмы в Израиле.
- Первый муж — Теодор Моисеевич Русабров (1930—?), актёр Харьковского театра музыкальной комедии, Волгоградского театра музыкальной комедии и Магаданского музыкально-драматического театра.
  - Сын — Евгений Теодорович Русабров (1955—2013), театровед, театральный критик, заведующий кафедрой мастерства актёра и режиссуры театра анимации Харьковского национального университета искусств им. И. П. Котляревского.
- Второй муж — Вячеслав Яковлевич Золотовицкий (род. 1931), врач, кандидат медицинских наук, старший научный сотрудник Харьковского научно-исследовательского института здоровья детей и подростков, невропатолог, впоследствии руководитель собственной частной клиники в Израиле.
  - Дочь — Ольга Вячеславовна Золотовицкая (род. 1966), проживает в Израиле с 1990 года, старшая медсестра в поликлинике.